# Oceaniens mytologi

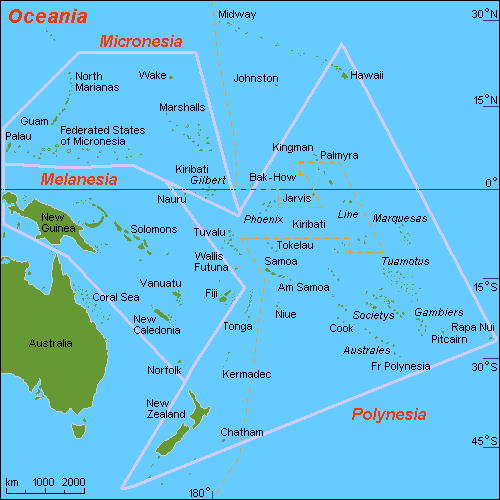
Oceaniens regioner.

Oceaniens mytologi omfattar gudar, hjältar och mytologiska berättelser från Australien, Melanesien, Mikronesien och Polynesien.

## Gestalter i Oceaniens mytologi

### A
- Aluluei är en sjöfarande äventyrare i Mikronesien. Han förknippas med havskanoter och är en navigationsgud.[1]

### B
- Boaliri är i en berättelse hos urinvånarna i Arnhem Land i Australien den yngsta av två systrar. Se även Waimariwi och Mytologi: Första kvinnan.

### D
- Djabo är, hos urinvånarna i västra Arnhem Land, norra Australien, den fläckiga kattmanen; den ene av två män som inledde skapelsen (begynnelsen). Djabo gavs månens förmåga att återfödas efter sin död. När han vägrade att göra så gav han människosläktet ödet att ofrånkomligen dö. Se även Yokul.

### G
- Gidja är en mån- och skapelsegud hos folket i Norra Queensland i Australien. Under drömtiden skapade Gidja kvinnan genom att kastrera sin bror Yalungur. Gidja bestraffades för att ha förvandlat sin bror till kvinna av Kallin Kallin (som senare äktade henne). Kallin attackerade Gidja på en bro och slängde honom i havet. Gidja flöt till havs och slutade i himlen i form av månen.

### H
- Haumea
- Haumia-Tike-Tike
- Hine-Ahuone eller Hine-ahu-one ("jordskapad kvinna") är den första kvinnan hos Maorifolket. Tane skapade Hine-Ahuone av rödlera genom att blåsa i den. Därefter parade sig han med henne vilket resulterade i dottern Hine-Titama. Se även Mytologi: Första kvinnan.
- Hine-Nui-Te-Po
- Hine-Rau-Wharangi eller Hine-Tita-Mauri var hos Maorifolket dotter till Tane och hans dotter Hine-Titama och associerad med växande grönska.
- Hine-Titama ("gryningens flicka") var hos Maorifolket dotter till skapelseguden Tane och den första kvinnan Hine-Ahuone. Hon gifte sig, ovetande att han var hennes far, men Tane. När hon upptäckte detta tog hon sitt liv och blev Hine-Nui-Te-Po, de dödas beskyddarinna i underjorden.[2] Förledet hine betyder "flicka", men används även som efterled på olika naturkrafter.

### J
- Jarapiri är i mytologin i Australien en ormmänniska som lever och verkar i närheten av dagens Alice Springs i Winbaraku. Han associerades med en naturformation och kan ha tillkommit som en förklaring på den.
- Jugumishanta är på Papua Nya Guineas östra högland motsvarigheten till "moder jord" i väst. Jugumishanta gav form åt både landskapet, släktet och samhällets uppbyggnad. Se även Mytologi: Jorden.

### K
- Kaleru
- Kiwa
- Ku
- Kunapipi

### M
- Makemake
- Mamandabari är hos Walbiriurinvånarna i norra Australien namnet på två män, antingen två bröder eller en fader och hans son, som färdades genom folkets domän och angav mönstret för deras riter.
- Maui
- Mudungkala var i Australien anmoder hos några stammar bland landets urinvånare.  Mudungkala beskrivs som en gammal kvinna som kom upp ur marken tillsammans med de tre spädbarn som blev de första människorna.
- Mura-Mura är hos urinvånarna i Australien en grupp varelser med förmågan att skifta utseende.

### N
- Na-maka-o-kaha'i
- Nugu var en människoprototyp i den melanesiska övärlden. Nugu täljdes i trä och försågs med livsanda av en gud. Senare vände sig hans skapare mot honom då han själv försökte skapa liv och bestraffade honom genom att låta honom bära världen på sina axlar. Se även Atlas.

### O
- Olofat eller Yalafath är en trickstergud i Mikronesien i Stilla havet. Det var Olofat som fick elden från åskguden och gav den till människorna.

### P
- Papa
- Pelé

### Q
- Qat

### R
- Rangi
- Rata
- Rati-Mbati-Ndua är underjordens gud på Fidjiöarna. Rati-Mbati-Ndua beskrivs som en man med vingar istället för armar som äter de döda genom att gnaga på deras lik med sin enda tand. Med sina vingar kan han flyga över hela jordklotet.
- Rongo

### T
- Tane
- Tangaroa
- Tawhaki
- Tawhiri
- Tinarau
- To Kabinana är en solgud hos befolkningen papuaner på Nya Guinea. To Kabinana och hans bror tillskrivs rollen som den som infört ordningen som råder i samhället och, av en slump, människans dödlighet.
- Tu
- Tudava är en hjälte och skapelsegud hos Trobrianderfolket i Melanesien. Tudava ska ha infört den sociala ordningen och åkerbruket i Melanesien.

### U
- Ungud

### W
- Waimariwi är en kvinnlig gestalt i mytologin hos urinvånarna i Arnhem Land i Australien. Hon är syster till Boaliri. Waimariwi färdas med ett spädbarn och sin syster genom landet och ger namn åt allt de träffar på ända till dess de möter jätteormen Yulunggul som slukar dem. Berättelsen brukar förknippas med monsunregnet och initiationsriter.
- Wanambi
- Wandjina
- Waramurunggundji är modersgud hos urinvånarna Arnhem Land i norra Australien. Det sägs om henne att hon kom från Melvilleön.
- Wawalag
- Whiro

### Y
- Yalafath eller Yelafaz, en trickster, Yapöarnas skapare; kunde inkarnera sig som en albatross.
- Yokul är en mytisk gestalt hos urinvånarna i Arnhem Land i norra Australien.
- Yulunggul